# Eritrea az olimpiai játékokon
Eritrea első alkalommal 2000-ben, Sydney-ben vett részt az olimpiai játékokon. Második olimpiáján 2004-ben megszerezte első érmét: Zersenay Tadese bronzérmet nyert 10 km-es síkfutásban.
Eritrea - hasonlóan más afrikai országokhoz, mint pl. Kenya vagy Etiópia - a hosszútávú síkfutó versenyszámokban ér el nagy sikereket.
Az Eritreai Nemzeti Olimpiai Bizottság 1996-ban alakult meg, a NOB 1999-ben vette fel tagjai közé.

## Érmesek
| Érem  | Név             | Olimpia     | Sport    | Versenyszám   |
| ----- | --------------- | ----------- | -------- | ------------- |
| Bronz | Zersenay Tadese | 2004. Athén | Atlétika | Férfi 10000 m |

## Éremtáblázatok

### Érmek a nyári olimpiai játékokon
| Olimpia              | Arany | Ezüst | Bronz | Összesen |
| 2000, Sydney         | 0     | 0     | 0     | 0        |
| 2004, Athén          | 0     | 0     | 1     | 1        |
| 2008, Peking         | 0     | 0     | 0     | 0        |
| 2012, London         | 0     | 0     | 0     | 0        |
| 2016, Rio de Janeiro | 0     | 0     | 0     | 0        |
| 2020, Tokió          | 0     | 0     | 0     | 0        |
| 2024, Párizs         | 0     | 0     | 0     | 0        |
| Összesen             | 0     | 0     | 1     | 1        |

## Érmek sportáganként

### Érmek a nyári olimpiai játékokon sportáganként
| Eritrea érmei a nyári olimpiai játékokon sportáganként | Eritrea érmei a nyári olimpiai játékokon sportáganként | Eritrea érmei a nyári olimpiai játékokon sportáganként | Eritrea érmei a nyári olimpiai játékokon sportáganként | Az olimpiai zászlaja |

| Sportág  | Arany | Ezüst | Bronz | Összesen |
| -------- | ----- | ----- | ----- | -------- |
| Atlétika | 0     | 0     | 1     | 1        |
| Összesen | 0     | 0     | 1     | 1        |